# Vojnović Brdo
Vojnović Brdo is een plaats in de gemeente Krnjak in de Kroatische provincie Karlovac. De plaats telt 17 inwoners (2001).